# Leberecht Uhlich

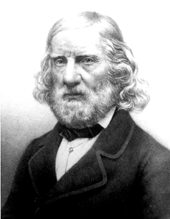
Leberecht Uhlich.

Johann Jacob Markus Leberecht Uhlich, född 27 februari 1799 i Köthen, död 23 mars 1872 i Magdeburg, var en tysk präst, en av stiftarna av de "fria församlingarna".
Uhlich blev präst 1824 i Diebzig, därefter i Pömmelte och 1845 i Magdeburg. År 1841 stiftade han tillsammans med Gustav Adolf Wislicenus och några andra en förening av präster och lekmän, som själva kallade sig "protestantvännerna" (Die protestantischen Freunde), men som även är kända under det mer vanliga namnet "ljusvänner" (Lichtfreunde). Föreningens syfte var att emot den av kyrkostyrelsen omhuldade pietistiska ortodoxin å den ena sidan och ultramontanismen å den andra, vilka bägge syntes hota protestantisk frihet, värna om den kristendomstyp, som vuxit sig stark under upplysningens och rationalismens dagar. 
På någon utbrytning ur den lutherska kyrkan tänkte allra minst Uhlich själv. Ställningen blev emellertid en annan, sedan Wislicenus vid ett möte 1844 börjat leda rörelsen i en riktning, som pekade utöver kristendomens råmärken. Efter suspension på grund av sin ställning till apostolicums liturgiska användning utträdde Uhlich ur kyrkan 1847 och blev föreståndare för en friförsamling i Magdeburg. Bland hans skrifter kan nämnas Bekenntnisse (1845) och en självbiografi (postum; 1872).